# Red Centre Way

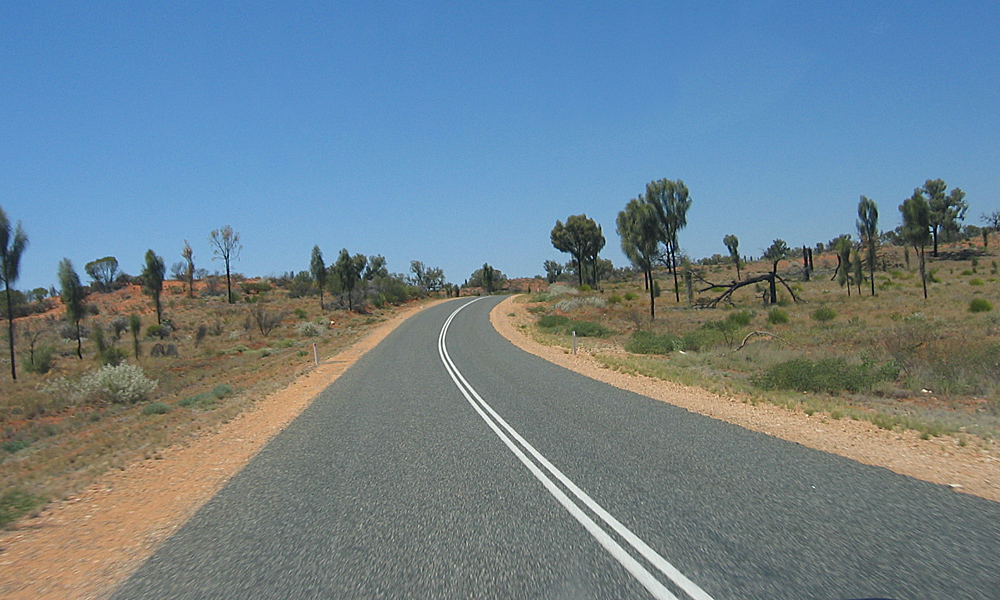
Luritja

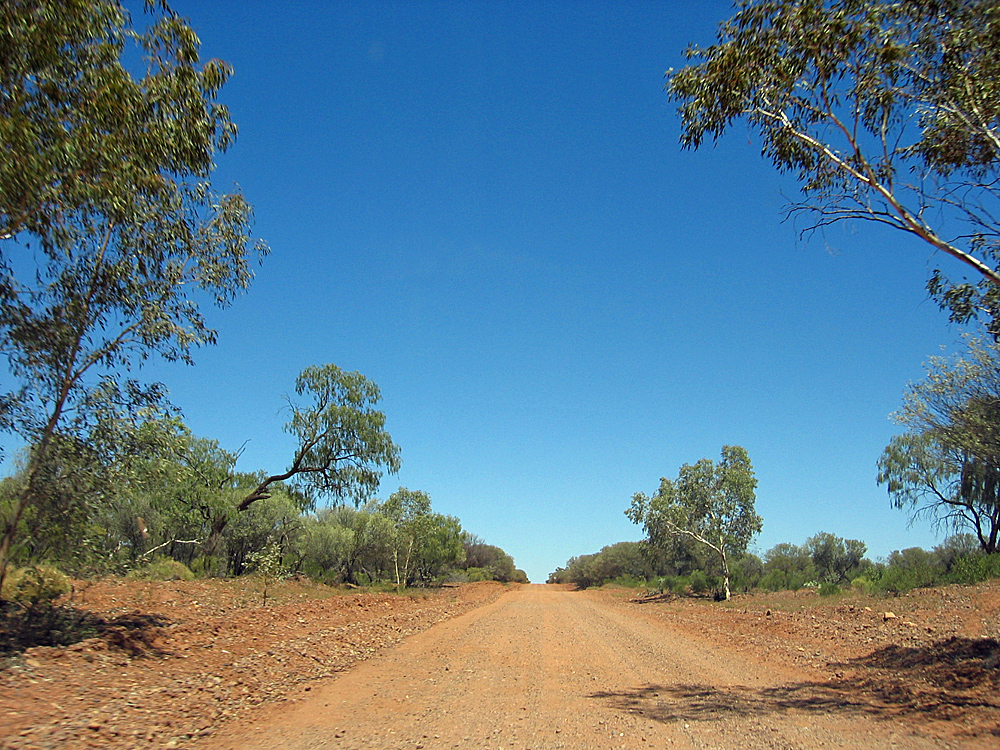
Namatjira

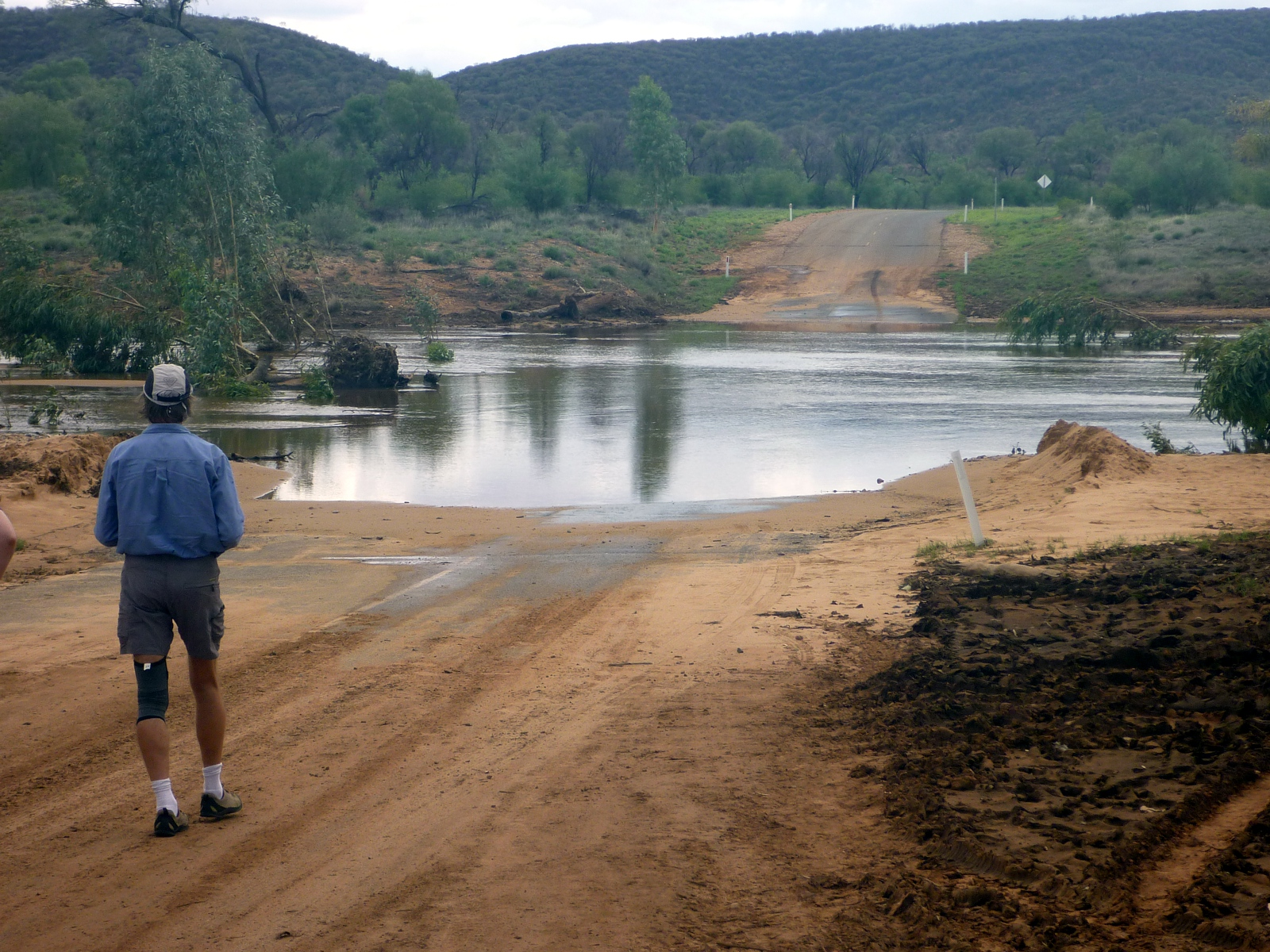
Larapinta

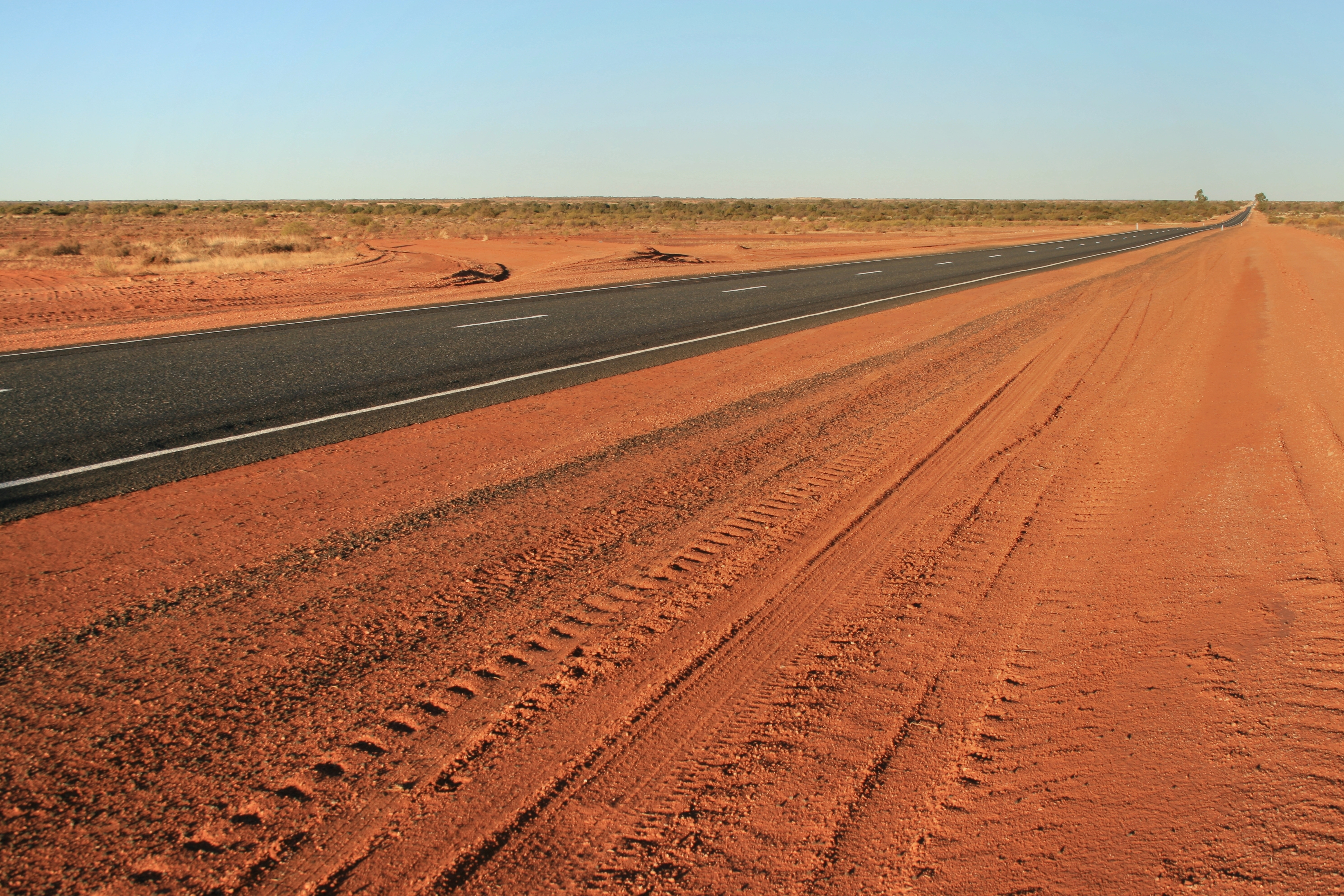
Lasseter

Red Centre Way – turystyczny szlak drogowy o łącznej długości 835 km, składający się z dróg o nazwach Namatjira, Luritja, Larapinta i części drogi Lasseter. Rozpoczynający się od miasta Alice Springs, łączy miejscowości Hermannsburg i Yulara, parki narodowe Watarrka, West MacDonnell, Finke Gorge i wpisany na listę światowego dziedzictwa UNESCO, Uluru-Kata Tjuta, rezerwaty przyrody, między innymi Tnorala (Gosse Bluff) czy Alice Springs Desert Park, oraz pustynie, pasma górskie i wiele innych unikatowych atrakcji turystycznych.

## Drogi wchodzące w skład szlaku Red Centre Way
- Namatjira Drive
- Luritja Road
- Larapinta Drive
- Lasseter Highway